# Erich Neumann (Fußballspieler)
Erich Neumann (* 11. Januar 1924 in Duisburg; † 29. April 1998) war deutscher Fußballspieler.

## Werdegang
Neumann begann seine Karriere beim Verein Oka Meiderich und wechselte später zur SpVgg Meiderich 06 und dem TSV Detmold. Mit den Detmoldern stieg er 1947 in die damals zweitklassige Landesliga Westfalen auf. Im Jahre 1948 kehrte Neumann nach Duisburg zurück und schloss sich dem Meidericher SV an. Die „Zebras“ spielten zunächst in der Landesliga Niederrhein und wurden 1949 in die neu geschaffene II. Division West aufgenommen. Zwei Jahre später stiegen die Meidericher in die erstklassige Oberliga West auf.
Im Jahre 1955 stiegen die „Zebras“ aus der Oberliga ab und schafften den direkten Wiederaufstieg. Neumann spielte bis 1957 für die Meidericher und absolvierte 97 Oberligaspiele ohne Torerfolg und 57 Zweitligaspiele, bei denen er 9 Tore erzielte. Im Jahre 1958 wechselte Neumann zur SpVgg Hochheide, wo er seine Karriere als Spielertrainer ausklingen ließ.